# ستيفن هول
ستيفن هول (بالإنجليزية: Steven Holl) هو معماري أمريكي وجاءت معظم شهرته من تصميمه متحف كياسما للفن المعاصر في هلنسكي بفنلندا والمبنى المثير للخلاف قاعة سيمونز عام 2003 في معهد تكنولوجيا ماساتشوستس بالولايات المتحدة.

## حياته العملية

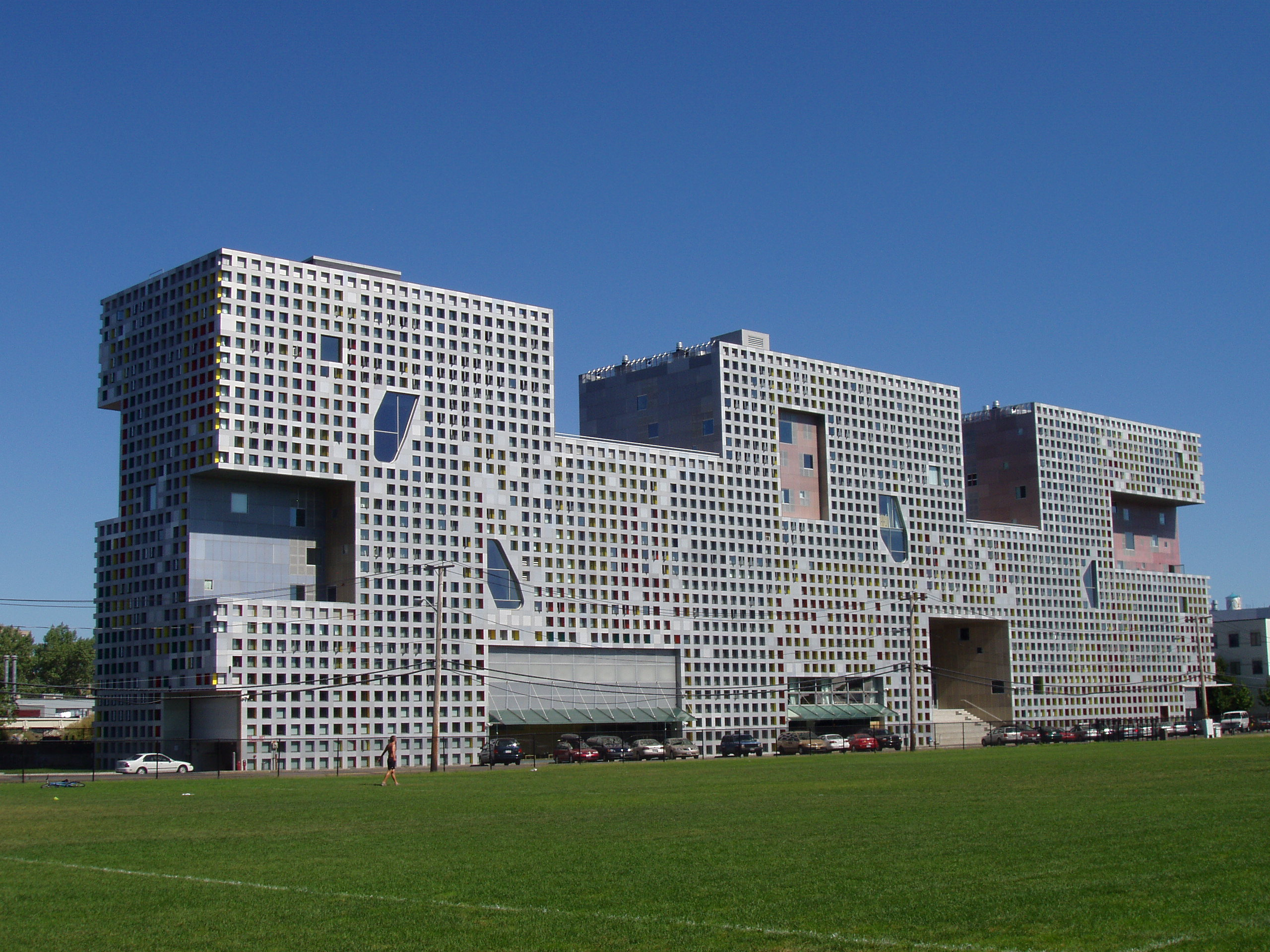
فاز تصميم هول لقاعة سيمونز في معهد تكنولوجيا ماساتشوستس بميداية هارلستون باركر عام 2004.

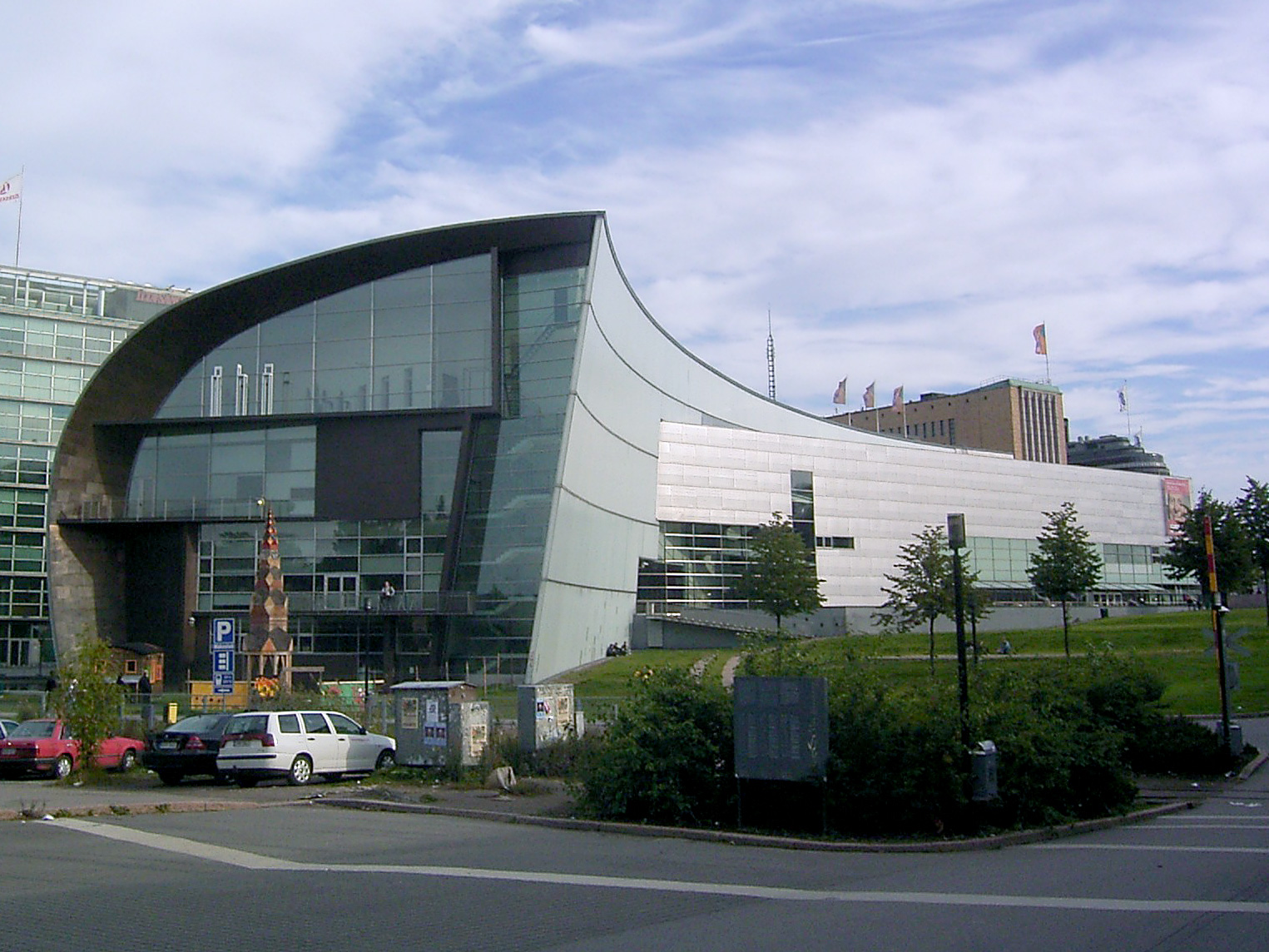
كياسما، متحف الفن المعاصر، هلنسكي 1993-1998

تخرج هول من جامعة واشنطن للعمارة والتخطيط العمراني ودرس العمارة بعد ذلك باستفاضة في روما عام 1970. التحق في عام 1976 بجمعية العمارة في لندن وقام بتأسيس مكتبه في مدينة نيويورك، وقام بالتدريس في جامعة كولومبيا منذ عام 1981.
مرت عمارة ستيفن هول بتغير في الملامح الأساسية لها، فقد كان في بداياته يهتم بالتميزية وأصبح حاليا ينظر بشكل أكثر إلي مدى تعايشه مع المواد وتجربته بها ويبني احساسه وتصميمه بناء على هذا الأساس وفي هذا نوع من الاهتمام بالوجودية الخاصة بالإنسان وتعايشه مع المباني المحيطة به. هذا التغير يرجعه البعض بشكل جزئي إلى اهتمام هول بكتابات الفيلسوف موريس ميرلو بونتي والمنظر المعماري جوهاني بالاسما.

## أعماله المميزة
- توسعة متحف نيسلون أتكينس للفن في مدينة تكساس، ميسوري
- مدرسة الفن وتاريخ الفن، جامعة أيوا، بولاية أيوا.
- كياسما، متحف الفن المعاصر، هلنسكي

## مواقع خارجية
- ستيفن هول على موقع الموسوعة البريطانية (الإنجليزية)
- ستيفن هول على موقع مونزينجر (الألمانية)

- الموقع الرسمي لستيفن هول
- كنيسة القديس اجناتيوس
- صور لمشروع بتكساس نسخة محفوظة 2 يناير 2013 at Archive.is